# Katastrophenrecht
Katastrophenrecht ist ein Dachbegriff für die juristischen Regelungen im Bereich Katastrophenschutz, Zivilschutz und Katastrophen- und Unfallhilfe.
Das Katastrophenrecht ist sehr unübersichtlich ausgestaltet. Das deutsche Katastrophenrecht ist durch die Trennung in Zivilschutz und friedensmäßigen Katastrophenschutz gekennzeichnet. Dabei besitzt der Bund die Zuständigkeit für den Zivilschutz (Art. 73 Abs. 1 Nr. 1 GG). Von dieser Kompetenz hat der Bund mit dem Erlass des Zivilschutz- und Katastrophenhilfegesetz Gebrauch gemacht. Die Länder sind hingegen zuständig für den Katastrophenschutz in Friedenszeiten (Art. 30, Art. 70 GG), der in den Landeskatastrophenschutzgesetzen geregelt ist. Teilweise enthalten die Landeskatastrophenschutzgesetze
auch Regelungen zum Brandschutz und Rettungsdienst (etwa in Sachsen).   
Katastrophenschutz wird in Deutschland vor allem ehrenamtlich durch private Hilfsorganisationen (wie das Deutsche Rote Kreuz) und die Bundesanstalt Technisches Hilfswerk geleistet.
Insoweit Katastrophen Staatsgrenzen überschreiten oder Helferorganisationen als NGOs im Spiel sind, sind das Völkerrecht und gegebenenfalls das Internationale Privat- und Strafrecht einschlägig.